# コムシス情報システム
コムシス情報システム株式会社（コムシスじょうほうシステム、英称：COMSYS JOHO SYSTEM Corporation）は、コムシスホールディングスの子会社で、ソフトウェア開発の受託に関する業務を行う企業である。

## 沿革
- 2009年4月1日　日本コムシス株式会社からの会社分割により、コムシス情報システム株式会社設立。

## 事業拠点
- 第二事業本部仙台事業所 - 仙台市若林区清水小路8-36 コムシス仙台ビル7Ｆ
- 第一事業本部長野事業所 - 長野県長野市中御所3-13-7 TOSYS中御所ビル5F

## グループ会社

### 主な連結子会社
- コムシステクノ株式会社
- 炭平コンピューターシステム株式会社